# Кадеак
Кадеа́к (фр. Cadéac, окс. Cadiac) — коммуна во Франции, находится в регионе Юг — Пиренеи. Департамент — Верхние Пиренеи. Входит в состав кантона Арро. Округ коммуны — Баньер-де-Бигор.
Код INSEE коммуны — 65116.

## География
Коммуна расположена приблизительно в 690 км к югу от Парижа, в 120 км юго-западнее Тулузы, в 45 км к юго-востоку от Тарба.
На востоке коммуны протекает река Нест. Большую часть территории коммуны занимают леса.

## Климат
Климат умеренно-океанический с солнечной тёплой погодой и обильными осадками на протяжении практически всего года.

## Население
Население коммуны на 2010 год составляло 248 человек.
| 1962 | 1968 | 1975 | 1982 | 1990 | 1999 | 2010 |
| ---- | ---- | ---- | ---- | ---- | ---- | ---- |
| 223  | 181  | 169  | 134  | 161  | 223  | 248  |

## Администрация
| Период | Период | Фамилия        | Партия       | Примечания |
| ------ | ------ | -------------- | ------------ | ---------- |
| 1983   | 2020   | Жан-Луи Англад | беспартийный |            |

## Экономика
В 2010 году среди 161 человека трудоспособного возраста (15-64 лет) 123 были экономически активными, 38 — неактивными (показатель активности — 76,4 %, в 1999 году было 78,4 %). Из 123 активных жителей работали 117 человек (59 мужчин и 58 женщин), безработных было 6 (2 мужчин и 4 женщины). Среди 38 неактивных 7 человек были учениками или студентами, 13 — пенсионерами, 18 были неактивными по другим причинам.

## Достопримечательности
- Церковь Св. Феликса (XVI век)[4]
- Часовня Нотр-Дам (XVI век). Исторический памятник с 1971 года[5]
- Башня Ге разрушенного замка Кадеак (XIII век)[6]

## Фотогалерея
- Кадеак
- Церковь Св. Феликса
- Часовня Нотр-Дам
- Башня Ге
- Статуя Девы Марии
- Почта